# Robert Godel
Robert Godel (* 7. August 1902 in Genf; † 3. Juni 1984 ebenda) war ein Schweizer Altphilologe, Turkologe, Armenologe, Linguist und Romanist.

## Leben und Werk

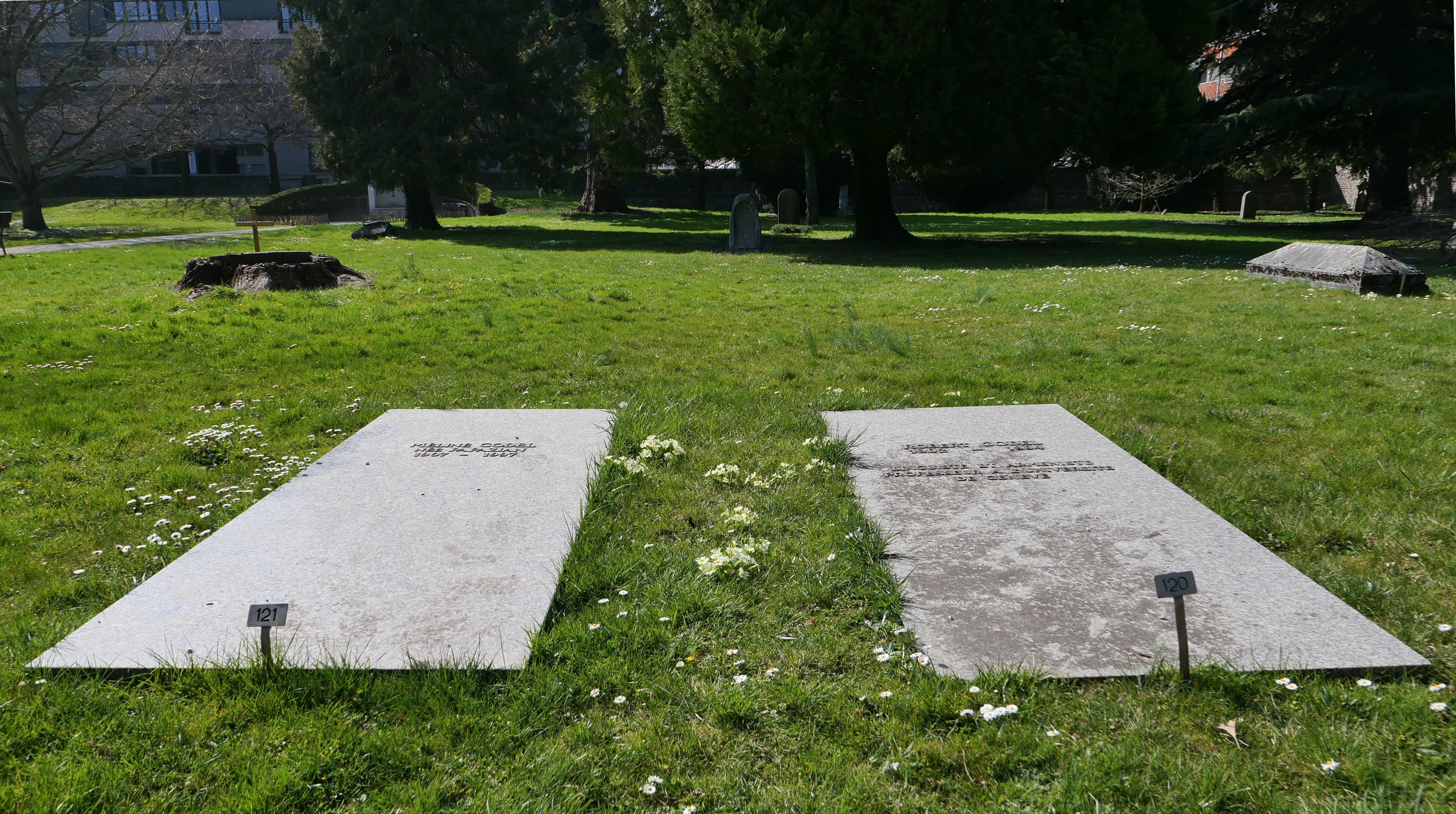
Die Grabstätte des Ehepaars Godel

Godel studierte in Genf (Abschluss 1923) und war von 1925 bis 1931 Französischlehrer am Galatasaray-Gymnasium in Istanbul, dann Lateinlehrer in Genf, von 1951 bis 1958 auch Lehrbeauftragter für Latein an der Universität. 1957 wurde er dort promoviert mit der Arbeit Les sources manuscrites du Cours de linguistique générale de F. de Saussure (Genf, Droz, 1957) und war von 1958 bis 1971 an der Universität Genf ordentlicher Professor. Godel gab den Anstoss zu einer kritischen Sicht auf den Text des Cours von Saussure, der dann von Rudolf Engler neu herausgegeben wurde.
Godel und seine aus Konstantinopel stammende Frau Méliné, geb. Papazian (1907–1997) sind auf dem Cimetière des Rois begraben, der als Genfer Pantheon gilt.

## Weitere Werke
- Grammaire turque. Université, Genf 1945.
- (Hrsg.) A Geneva school reader in linguistics. Indiana University Press, Bloomington (Illinois) 1969.
- Studi saussuriani per Robert Godel, hrsg. von René Amacker, Tullio De Mauro und Luis Jorge Prieto. Mulino, Bologna 1974.
- An introduction to the study of classical Armenian. Reichert, Wiesbaden 1975.
- Linguistique arménienne. Études diachroniques. Samuel, Paris 1982.